# Lygodium reticulatum
Lygodium reticulatum är en ormbunkeart som beskrevs av Christian Schkuhr. Lygodium reticulatum ingår i släktet Lygodium och familjen Lygodiaceae. Inga underarter finns listade.

## Bildgalleri

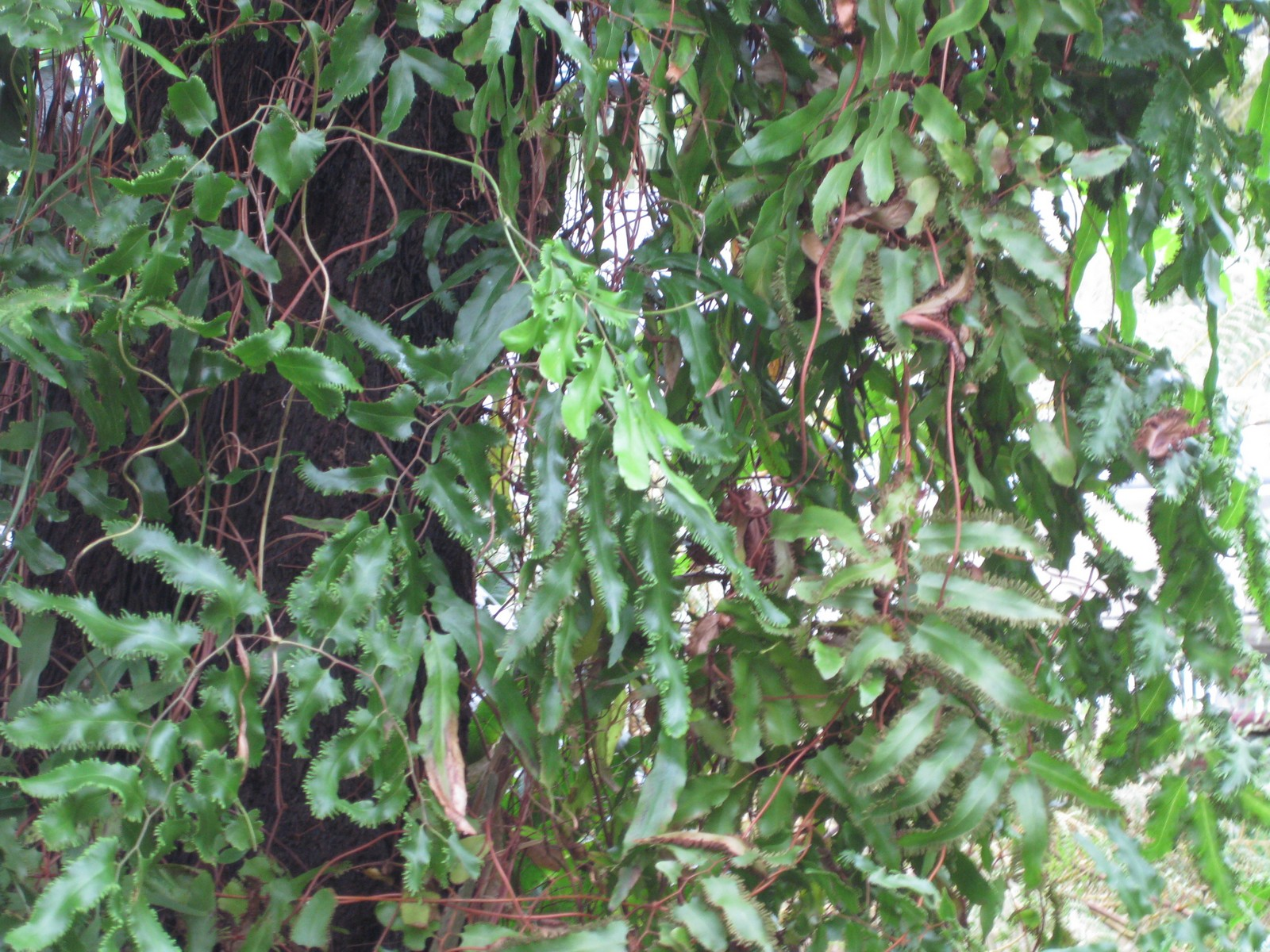
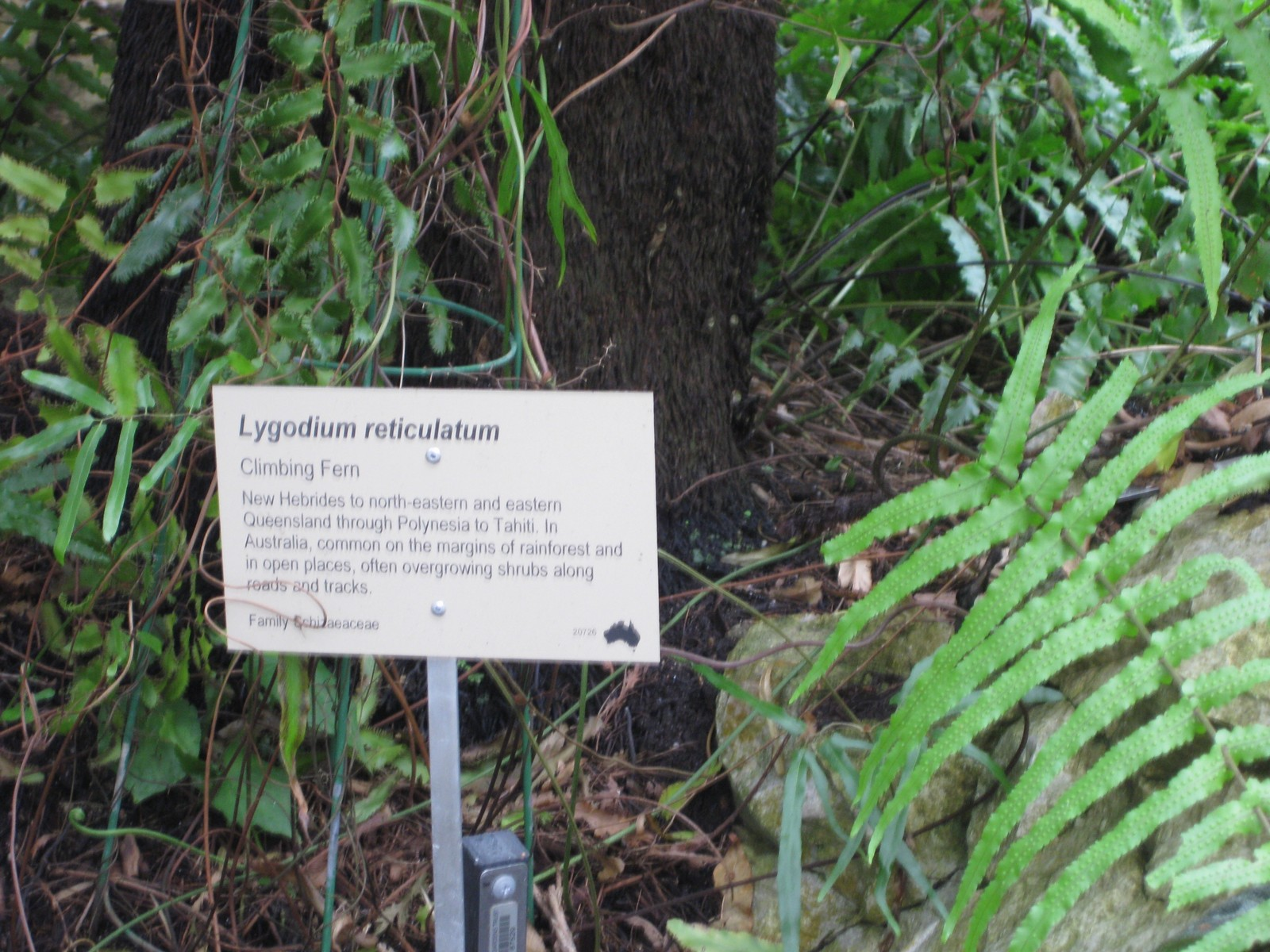
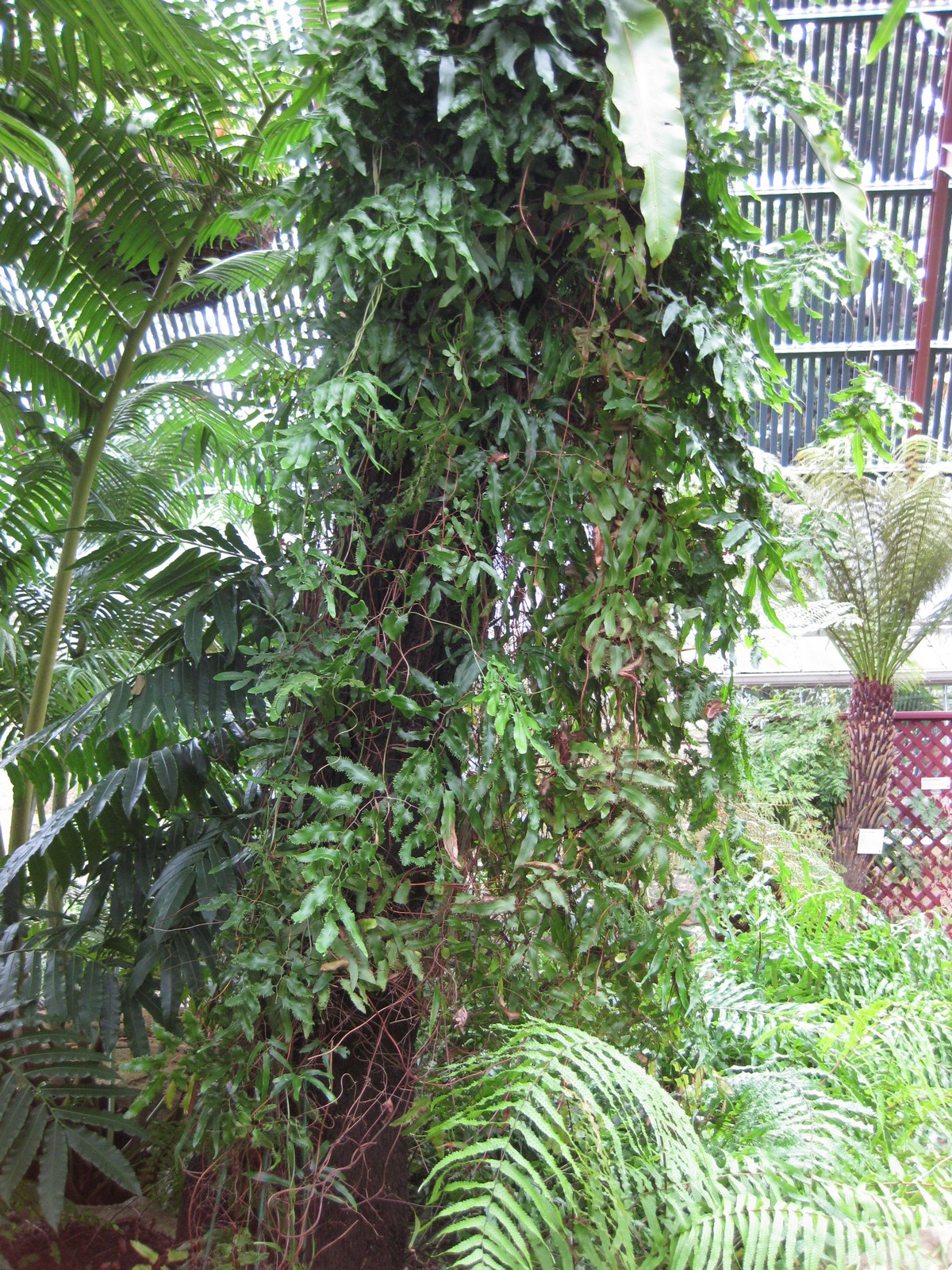